# Gampong Raya
Gampong Raya is een bestuurslaag in het regentschap Aceh Besar van de provincie Atjeh, Indonesië. Gampong Raya telt 151 inwoners (volkstelling 2010).